# 沈没家族
沈没家族（ちんぼつかぞく）とは、写真家の加納穂子（かのう ほこ、1972年 - ）により始められた共同保育・共同生活の実験的な生活形態。
シングルマザーであった加納穂子の「いろいろな人と子どもを育てられたら、子どもも大人も楽しいんじゃないか」という考えに基づき1995年4月から行われていた。

## 概要
沈没家族は、1995年4月から東京の東中野で行われていた実験的な生活形態である。
1995年当時23歳の加納穂子は東京綜合写真専門学校で知り合った男性との間に一子のあるシングルマザーだった。
加納は「一緒に子育てをしませんか？」というビラを撒いて、当初は集まった人々で加納が夜に専門学校に行くまでの昼間にローテーションを組み、子どもと一緒にいることにした。卒業後も、加納が一人で出掛ける際には誰かが保育をするというかたちで継続。そこには子どもと付き合いたいという参加者の希望と、「自分のやりたいことをやれる時間がないと、子どもとも向き合えない」という加納の思いとがあった。
また、保育者会議やいろいろなイベント（夏は海、冬は雪山での合宿。非嫡出子を巡る法・制度状況に関する学習会など）を企画して、多くの人が楽しんで子守に関わった。機関紙であるフリーペーパー『沈没家族』を発行した。
沈没家族（共同保育）は、核家族などの今の家族のあり方を否定するのではなく、「大人（親も含めて）と子どもとの、こういう生活の仕方や在り方があってもいいのでは？」という呼びかけであると同時に、より多くの人々とのつながりを広げていくための場でもあった。
開始から約1年半後、アパートが手狭になったこともあり、他の数組の母子や保育人とともに5LDKの一戸建てアパートに引っ越しし、そのアパートは「沈没ハウス」と呼ばれた。共同生活には、母親3人、子ども3人などが参加。屋上ではビアガーデンや写真展なども行われた。
加納穂子とのその息子の加納土（かのう つち、1994年 - ）は、土が小学校3年生の際に、八丈島に転居したが、ハウスの運営は残ったメンバーによって継続された。
過去の参加メンバーには詩人の究極Q太郎や漫画家の藤枝奈己絵（2009年頃まで在住）がいる。また神長恒一、ぺぺ長谷川といっただめ連のメンバーもいた縁から、同じくストリート系である岡画郎や、多摩川の川原でテント生活をしていた若者たちなどとも交流を持った。1996年には神長恒一監督による自主映画「にくだんご」の題材となる。

## 名称
名称は「（選択的）夫婦別姓になったら日本も終わり」という発言を加納穂子がテレビで見たことに由来している。
「そんなことで日本が終わるんなら沈没しちゃったほうがいいじゃん」と、「沈没」を挑発的な意味として捉え、また「家族なんて一度崩壊してみてもいいんじゃないの」という考えから、沈没家族と名付けられたといわれている。

## メディアでの紹介
沈没家族は、1990年代後半、ストリート・カルチャーの実際的な生活実験として、注目を浴びた。1996年には、NHK総合チャンネルの「青春ドギィ＆マギィ」の中で、「土くん２歳 僕らの子育て日記」として取り上げられた。
月刊「現代思想」（青土社）の1997年5月「特集　ストリート・カルチャー」にはだめ連などと並んで取り上げられている。他に誌面に取り上げられていたのは、岡画郎、きんじハウス、メンズリブ東京、銭湯的労働者協会、新宿西口ダンボールアートなどである。
1998年にはフジテレビが「私の子供を育てませんか？～"沈没家族"という試み～」と題してドキュメンタリーを制作し、1998年のFNSドキュメンタリー大賞の佳作に選ばれた。
また1999年には、イラネナホシナ監督が、初監督作品として「Tuchi」（つち）というドキュメンタリー映画作品で2000年イメージフォーラム奨励賞を受賞した。映画では母・加納穂子（ほこ）と5歳になる子（つち）の日常生活を追い、突然家出してしまった子とそれを探し回る母親、ようやく見つかった子を置いて、今度は母親が家出してしまうといった様子を淡々と映像化した。
家内制小出版◎ポポタム・発行の、『harappa03』特集・他人と暮す（2004年10月）にも、「「沈没ハウス」でカレーを食べる～居心地の悪さと、居心地のよさと」と題して取り上げられている。

## ドキュメンタリー映画
映画『沈没家族』は加納穂子の実子であり、沈没家族で育った加納土（かのう つち、1994年 - ）が手がけたドキュメンタリー作品である。
2014年、当時の関係者による同窓会に参加したことで沈没家族の実態を知りたくなったことをきっかけに、翌年より武蔵大学の卒業制作として映画『沈没家族』を制作。当時の関係者や生育した人物を取材し、家族の形を問う内容となっている。2017年に完成の後、2019年4月には再編集を施した『沈没家族 劇場版』が公開された。
キャスト
- 加納穂子
- 山村克嘉
- イノウエ
- 高橋ライチ
- めぐ
- 佐藤公彦
- 藤枝奈己絵
- たまご
- ぺぺ長谷川
- 沈没家族の皆さん
- うれP家のみなさん

スタッフ
- 協力：鯉沼愛実、野崎実、武蔵大学、一般社団法人PFF、SPACE SHOWER MUSIC
- 卒業制作版制作指導：永田浩三
- 劇場版構成：大澤一生
- 宣伝美術：成瀬慧+中野香
- 宣伝：contrail
- 配給：ノンデライコ
- 製作：おじゃりやれフィルム

受賞
- PFFアワード2017 審査員特別賞
- 京都国際学生映画祭2017 観客賞・実写部門グランプリ